# Etiopia na Halowych Mistrzostwach Świata w Lekkoatletyce 2010
Reprezentacja Etiopii na halowe mistrzostwa świata 2010 liczyła 8 zawodników.

## Mężczyźni
- Bieg na 1500 m
  - Derese Mekonnen
  - Gebremehdin Mekonnen

- Bieg na 3000 m
  - Tariku Bekele
  - Abraham Cherkos

## Kobiety
- Bieg na 1500 m
  - Gelete Burka
  - Kalkidan Gezahegn

- Bieg na 3000 m
  - Meseret Defar
  - Sentayehu Ejigu